# Critérium du Dauphiné libéré 2004
La 56e édition du Critérium du Dauphiné libéré a eu lieu du 6 au 13 juin 2004. La course est partie de Megève pour arriver à Grenoble. Elle a été remportée par l'Espagnol Iban Mayo.

## Présentation

### Équipes
12 équipes participent au Critérium du Dauphiné
| Groupes sportifs I (12)- AG2R Prévoyance - Brioches La Boulangère - Crédit agricole - CSC - Cofidis-Le Crédit par Téléphone - Euskaltel-Euskadi - Fdjeux.com - Phonak Hearing Systems - Quick Step-Davitamon - Rabobank - RAGT Semences-MG Rover - US Postal Service-Berry Floor |
| |

## Étapes
| Étape     | Date    | Villes étapes           | type                      | Distance (km) | Vainqueur d'étape      | Leader du classement général |
| --------- | ------- | ----------------------- | ------------------------- | ------------- | ---------------------- | ---------------------------- |
| Prologue  | 6 juin  | Megève – Megève         | prologue                  | 5,4           | Iban Mayo              | Iban Mayo                    |
| 1re étape | 7 juin  | Megève – Bron           | étape de plaine           | 231           | Thor Hushovd           | Iban Mayo                    |
| 2e étape  | 8 juin  | Bron – Saint-Étienne    | étape de moyenne montagne | 181           | José Enrique Gutiérrez | José Enrique Gutiérrez       |
| 3e étape  | 9 juin  | Saint-Étienne – Aubenas | étape de moyenne montagne | 180           | Nicolas Portal         | José Enrique Gutiérrez       |
| 4e étape  | 10 juin | Bédoin – mont Ventoux   | contre-la-montre en côte  | 21,6          | Iban Mayo              | Iban Mayo                    |
| 5e étape  | 11 juin | Bollène – Sisteron      | étape de moyenne montagne | 149           | Stuart O'Grady         | Iban Mayo                    |
| 6e étape  | 12 juin | Gap – Grenoble          | étape de montagne         | 144           | Michael Rasmussen      | Iban Mayo                    |
| 7e étape  | 13 juin | Grenoble – Grenoble     | étape de moyenne montagne | 200           | Stuart O'Grady         | Iban Mayo                    |

## Classements par étapes

### Prologue
Le prologue de cette édition est dessiné dans les rues de Megève sur le une distance de 5,4 kilomètres. Elle voit la victoire de l'Espagnol Iban Mayo (Euskaltel-Euskadi) qui s'empare du même coup du maillot de leader du classement général.
| \| Classement de l'étape \| Classement de l'étape \| Classement de l'étape \| Classement de l'étape \| Classement de l'étape \| \| Coureur \| Coureur \| Pays \| Équipe \| Temps \| \| --------------------- \| ---------------------- \| --------------------- \| ----------------------------- \| --------------------- \| \| 1er \| Iban Mayo \| Espagne \| Euskaltel-Euskadi \| 7 min 52 s \| \| 2e \| Tyler Hamilton \| États-Unis \| Phonak Hearing Systems \| + 1 s \| \| 3e \| Lance Armstrong \| États-Unis \| US Postal Service-Berry Floor \| DQ \| \| 4e \| Óscar Pereiro \| Espagne \| Phonak Hearing Systems \| + 2 s \| \| 5e \| Michael Rogers \| Australie \| Quick Step-Davitamon \| + 6 s \| \| 6e \| Óscar Sevilla \| Espagne \| Phonak Hearing Systems \| + 6 s \| \| 7e \| Cyril Dessel \| France \| Phonak Hearing Systems \| + 8 s \| \| 8e \| José Enrique Gutiérrez \| Espagne \| Phonak Hearing Systems \| + 8 s \| \| 9e \| Laurent Lefèvre \| France \| Brioches La Boulangère \| + 10 s \| \| 10e \| Levi Leipheimer \| États-Unis \| Rabobank \| DQ \| |                        |            |                               |            |
| |                        |            |                               |            |
| |                        |            |                               |            |
| Classement de l'étape |                        |            |                               |            |
| Coureur | Coureur                | Pays       | Équipe                        | Temps      |
| 1er | Iban Mayo              | Espagne    | Euskaltel-Euskadi             | 7 min 52 s |
| 2e | Tyler Hamilton         | États-Unis | Phonak Hearing Systems        | + 1 s      |
| 3e | Lance Armstrong        | États-Unis | US Postal Service-Berry Floor | DQ         |
| 4e | Óscar Pereiro          | Espagne    | Phonak Hearing Systems        | + 2 s      |
| 5e | Michael Rogers         | Australie  | Quick Step-Davitamon          | + 6 s      |
| 6e | Óscar Sevilla          | Espagne    | Phonak Hearing Systems        | + 6 s      |
| 7e | Cyril Dessel           | France     | Phonak Hearing Systems        | + 8 s      |
| 8e | José Enrique Gutiérrez | Espagne    | Phonak Hearing Systems        | + 8 s      |
| 9e | Laurent Lefèvre        | France     | Brioches La Boulangère        | + 10 s     |
| 10e | Levi Leipheimer        | États-Unis | Rabobank                      | DQ         |

| \| Classement général \| Classement général \| Classement général \| Classement général \| Classement général \| \| Coureur \| Coureur \| Pays \| Équipe \| Temps \| \| ------------------ \| ---------------------- \| ------------------ \| ----------------------------- \| ------------------ \| \| 1er \| Iban Mayo \| Espagne \| Euskaltel-Euskadi \| 7 min 52 s \| \| 2e \| Tyler Hamilton \| États-Unis \| Phonak Hearing Systems \| + 1 s \| \| 3e \| Lance Armstrong \| États-Unis \| US Postal Service-Berry Floor \| DQ \| \| 4e \| Óscar Pereiro \| Espagne \| Phonak Hearing Systems \| + 2 s \| \| 5e \| Michael Rogers \| Australie \| Quick Step-Davitamon \| + 6 s \| \| 6e \| Óscar Sevilla \| Espagne \| Phonak Hearing Systems \| + 6 s \| \| 7e \| Cyril Dessel \| France \| Phonak Hearing Systems \| + 8 s \| \| 8e \| José Enrique Gutiérrez \| Espagne \| Phonak Hearing Systems \| + 8 s \| \| 9e \| Laurent Lefèvre \| France \| Brioches La Boulangère \| + 10 s \| \| 10e \| Levi Leipheimer \| États-Unis \| Rabobank \| DQ \| |                        |            |                               |            |
| |                        |            |                               |            |
| |                        |            |                               |            |
| Classement général |                        |            |                               |            |
| Coureur | Coureur                | Pays       | Équipe                        | Temps      |
| 1er | Iban Mayo              | Espagne    | Euskaltel-Euskadi             | 7 min 52 s |
| 2e | Tyler Hamilton         | États-Unis | Phonak Hearing Systems        | + 1 s      |
| 3e | Lance Armstrong        | États-Unis | US Postal Service-Berry Floor | DQ         |
| 4e | Óscar Pereiro          | Espagne    | Phonak Hearing Systems        | + 2 s      |
| 5e | Michael Rogers         | Australie  | Quick Step-Davitamon          | + 6 s      |
| 6e | Óscar Sevilla          | Espagne    | Phonak Hearing Systems        | + 6 s      |
| 7e | Cyril Dessel           | France     | Phonak Hearing Systems        | + 8 s      |
| 8e | José Enrique Gutiérrez | Espagne    | Phonak Hearing Systems        | + 8 s      |
| 9e | Laurent Lefèvre        | France     | Brioches La Boulangère        | + 10 s     |
| 10e | Levi Leipheimer        | États-Unis | Rabobank                      | DQ         |

### 1reétape
La 1re étape en ligne tracée entre les villes de Megève et Bron voit sur son parcours le passage des premiers cols de cette édition, notamment le Col du Fayet et le Col de la Croix de Chaubouret. Longue de 
| \| Classement de l'étape \| Classement de l'étape \| Classement de l'étape \| Classement de l'étape \| Classement de l'étape \| \| Coureur \| Coureur \| Pays \| Équipe \| Temps \| \| --------------------- \| ---------------------- \| --------------------- \| ------------------------------- \| --------------------- \| \| 1er \| Thor Hushovd \| Norvège \| Crédit Agricole \| 6 h 03 min 47 s \| \| 2e \| Stuart O'Grady \| Australie \| Cofidis-Le Crédit par Téléphone \| + 0 s \| \| 3e \| Samuel Dumoulin \| France \| AG2R Prévoyance \| + 0 s \| \| 4e \| Baden Cooke \| Australie \| Fdjeux.com \| + 0 s \| \| 5e \| Óscar Freire \| Espagne \| Rabobank \| + 0 s \| \| 6e \| Jérôme Pineau \| France \| Brioches La Boulangère \| + 0 s \| \| 7e \| Yuriy Krivtsov \| Ukraine \| AG2R Prévoyance \| + 0 s \| \| 8e \| Pedro Horrillo \| Espagne \| Quick Step-Davitamon \| + 0 s \| \| 9e \| José Enrique Gutiérrez \| Espagne \| Phonak Hearing Systems \| + 0 s \| \| 10e \| Iñaki Isasi \| Espagne \| Euskaltel-Euskadi \| + 0 s \| |                        |           |                                 |                 |
| |                        |           |                                 |                 |
| |                        |           |                                 |                 |
| Classement de l'étape |                        |           |                                 |                 |
| Coureur | Coureur                | Pays      | Équipe                          | Temps           |
| 1er | Thor Hushovd           | Norvège   | Crédit Agricole                 | 6 h 03 min 47 s |
| 2e | Stuart O'Grady         | Australie | Cofidis-Le Crédit par Téléphone | + 0 s           |
| 3e | Samuel Dumoulin        | France    | AG2R Prévoyance                 | + 0 s           |
| 4e | Baden Cooke            | Australie | Fdjeux.com                      | + 0 s           |
| 5e | Óscar Freire           | Espagne   | Rabobank                        | + 0 s           |
| 6e | Jérôme Pineau          | France    | Brioches La Boulangère          | + 0 s           |
| 7e | Yuriy Krivtsov         | Ukraine   | AG2R Prévoyance                 | + 0 s           |
| 8e | Pedro Horrillo         | Espagne   | Quick Step-Davitamon            | + 0 s           |
| 9e | José Enrique Gutiérrez | Espagne   | Phonak Hearing Systems          | + 0 s           |
| 10e | Iñaki Isasi            | Espagne   | Euskaltel-Euskadi               | + 0 s           |

| \| Classement général \| Classement général \| Classement général \| Classement général \| Classement général \| \| Coureur \| Coureur \| Pays \| Équipe \| Temps \| \| ------------------ \| ---------------------- \| ------------------ \| ------------------------------- \| ------------------ \| \| 1er \| Iban Mayo \| Espagne \| Euskaltel-Euskadi \| 6 h 11 min 38 s \| \| 2e \| Tyler Hamilton \| États-Unis \| Phonak Hearing Systems \| + 1 s \| \| 3e \| Lance Armstrong \| États-Unis \| US Postal Service-Berry Floor \| DQ \| \| 4e \| Óscar Pereiro \| Espagne \| Phonak Hearing Systems \| + 2 s \| \| 5e \| Michael Rogers \| Australie \| Quick Step-Davitamon \| + 6 s \| \| 6e \| Óscar Sevilla \| Espagne \| Phonak Hearing Systems \| + 6 s \| \| 7e \| Cyril Dessel \| France \| Phonak Hearing Systems \| + 8 s \| \| 8e \| José Enrique Gutiérrez \| Espagne \| Phonak Hearing Systems \| + 9 s \| \| 9e \| Thor Hushovd \| Norvège \| Crédit Agricole \| + 10 s \| \| 10e \| Stuart O'Grady \| Australie \| Cofidis-Le Crédit par Téléphone \| + 10 s \| |                        |            |                                 |                 |
| |                        |            |                                 |                 |
| |                        |            |                                 |                 |
| Classement général |                        |            |                                 |                 |
| Coureur | Coureur                | Pays       | Équipe                          | Temps           |
| 1er | Iban Mayo              | Espagne    | Euskaltel-Euskadi               | 6 h 11 min 38 s |
| 2e | Tyler Hamilton         | États-Unis | Phonak Hearing Systems          | + 1 s           |
| 3e | Lance Armstrong        | États-Unis | US Postal Service-Berry Floor   | DQ              |
| 4e | Óscar Pereiro          | Espagne    | Phonak Hearing Systems          | + 2 s           |
| 5e | Michael Rogers         | Australie  | Quick Step-Davitamon            | + 6 s           |
| 6e | Óscar Sevilla          | Espagne    | Phonak Hearing Systems          | + 6 s           |
| 7e | Cyril Dessel           | France     | Phonak Hearing Systems          | + 8 s           |
| 8e | José Enrique Gutiérrez | Espagne    | Phonak Hearing Systems          | + 9 s           |
| 9e | Thor Hushovd           | Norvège    | Crédit Agricole                 | + 10 s          |
| 10e | Stuart O'Grady         | Australie  | Cofidis-Le Crédit par Téléphone | + 10 s          |

### 2eétape
La 2e étape dessiné entre les villes de Bron et de Saint-Étienne voit sur son parcours le passage des premiers cols de cette édition, notamment le Col du Fayet et le Col de la Croix de Chaubouret.
| \| Classement de l'étape \| Classement de l'étape \| Classement de l'étape \| Classement de l'étape \| Classement de l'étape \| \| Coureur \| Coureur \| Pays \| Équipe \| Temps \| \| --------------------- \| ---------------------- \| --------------------- \| ------------------------------- \| --------------------- \| \| 1er \| José Enrique Gutiérrez \| Espagne \| Phonak Hearing Systems \| 4 h 36 min 44 s \| \| 2e \| Cyril Dessel \| France \| Phonak Hearing Systems \| + 7 s \| \| 3e \| Stuart O'Grady \| Australie \| Cofidis-Le Crédit par Téléphone \| + 7 s \| \| 4e \| Jérôme Pineau \| France \| Brioches La Boulangère \| + 7 s \| \| 5e \| Alexandre Botcharov \| Russie \| Crédit Agricole \| + 7 s \| \| 6e \| Óscar Pereiro \| Espagne \| Phonak Hearing Systems \| + 7 s \| \| 7e \| Frédéric Guesdon \| France \| Fdjeux.com \| + 7 s \| \| 8e \| Andrea Peron \| Italie \| CSC \| + 7 s \| \| 9e \| Iban Mayo \| Espagne \| Euskaltel-Euskadi \| + 7 s \| \| 10e \| Michael Rasmussen \| Danemark \| Rabobank \| + 7 s \| |                        |           |                                 |                 |
| |                        |           |                                 |                 |
| |                        |           |                                 |                 |
| Classement de l'étape |                        |           |                                 |                 |
| Coureur | Coureur                | Pays      | Équipe                          | Temps           |
| 1er | José Enrique Gutiérrez | Espagne   | Phonak Hearing Systems          | 4 h 36 min 44 s |
| 2e | Cyril Dessel           | France    | Phonak Hearing Systems          | + 7 s           |
| 3e | Stuart O'Grady         | Australie | Cofidis-Le Crédit par Téléphone | + 7 s           |
| 4e | Jérôme Pineau          | France    | Brioches La Boulangère          | + 7 s           |
| 5e | Alexandre Botcharov    | Russie    | Crédit Agricole                 | + 7 s           |
| 6e | Óscar Pereiro          | Espagne   | Phonak Hearing Systems          | + 7 s           |
| 7e | Frédéric Guesdon       | France    | Fdjeux.com                      | + 7 s           |
| 8e | Andrea Peron           | Italie    | CSC                             | + 7 s           |
| 9e | Iban Mayo              | Espagne   | Euskaltel-Euskadi               | + 7 s           |
| 10e | Michael Rasmussen      | Danemark  | Rabobank                        | + 7 s           |

| \| Classement général \| Classement général \| Classement général \| Classement général \| Classement général \| \| Coureur \| Coureur \| Pays \| Équipe \| Temps \| \| ------------------ \| ---------------------- \| ------------------ \| ------------------------------- \| ------------------ \| \| 1er \| José Enrique Gutiérrez \| Espagne \| Phonak Hearing Systems \| 10 h 48 min 21 s \| \| 2e \| Iban Mayo \| Espagne \| Euskaltel-Euskadi \| + 8 s \| \| 3e \| Tyler Hamilton \| États-Unis \| Phonak Hearing Systems \| + 9 s \| \| 4e \| Lance Armstrong \| États-Unis \| US Postal Service-Berry Floor \| DQ \| \| 5e \| Óscar Pereiro \| Espagne \| Phonak Hearing Systems \| + 10 s \| \| 6e \| Cyril Dessel \| France \| Phonak Hearing Systems \| + 10 s \| \| 7e \| Stuart O'Grady \| Australie \| Cofidis-Le Crédit par Téléphone \| + 14 s \| \| 8e \| Óscar Sevilla \| Espagne \| Phonak Hearing Systems \| + 14 s \| \| 9e \| Laurent Lefèvre \| France \| Brioches La Boulangère \| + 18 s \| \| 10e \| Levi Leipheimer \| États-Unis \| Rabobank \| DQ \| |                        |            |                                 |                  |
| |                        |            |                                 |                  |
| |                        |            |                                 |                  |
| Classement général |                        |            |                                 |                  |
| Coureur | Coureur                | Pays       | Équipe                          | Temps            |
| 1er | José Enrique Gutiérrez | Espagne    | Phonak Hearing Systems          | 10 h 48 min 21 s |
| 2e | Iban Mayo              | Espagne    | Euskaltel-Euskadi               | + 8 s            |
| 3e | Tyler Hamilton         | États-Unis | Phonak Hearing Systems          | + 9 s            |
| 4e | Lance Armstrong        | États-Unis | US Postal Service-Berry Floor   | DQ               |
| 5e | Óscar Pereiro          | Espagne    | Phonak Hearing Systems          | + 10 s           |
| 6e | Cyril Dessel           | France     | Phonak Hearing Systems          | + 10 s           |
| 7e | Stuart O'Grady         | Australie  | Cofidis-Le Crédit par Téléphone | + 14 s           |
| 8e | Óscar Sevilla          | Espagne    | Phonak Hearing Systems          | + 14 s           |
| 9e | Laurent Lefèvre        | France     | Brioches La Boulangère          | + 18 s           |
| 10e | Levi Leipheimer        | États-Unis | Rabobank                        | DQ               |

### 3eétape
| \| Classement de l'étape \| Classement de l'étape \| Classement de l'étape \| Classement de l'étape \| Classement de l'étape \| \| Coureur \| Coureur \| Pays \| Équipe \| Temps \| \| --------------------- \| ---------------------- \| --------------------- \| ------------------------------- \| --------------------- \| \| 1er \| Nicolas Portal \| France \| AG2R Prévoyance \| 4 h 41 min 42 s \| \| 2e \| Janek Tombak \| Estonie \| Cofidis-Le Crédit par Téléphone \| + 51 s \| \| 3e \| Iker Flores \| Espagne \| Euskaltel-Euskadi \| + 51 s \| \| 4e \| Stuart O'Grady \| Australie \| Cofidis-Le Crédit par Téléphone \| + 1 min 49 s \| \| 5e \| Thomas Voeckler \| France \| Brioches La Boulangère \| + 1 min 49 s \| \| 6e \| Baden Cooke \| Australie \| Fdjeux.com \| + 1 min 49 s \| \| 7e \| José Enrique Gutiérrez \| Espagne \| Phonak Hearing Systems \| + 1 min 49 s \| \| 8e \| Iban Mayo \| Espagne \| Euskaltel-Euskadi \| + 1 min 49 s \| \| 9e \| Lance Armstrong \| États-Unis \| US Postal Service-Berry Floor \| DQ \| \| 10e \| Egoi Martínez \| Espagne \| Euskaltel-Euskadi \| + 1 min 49 s \| |                        |            |                                 |                 |
| |                        |            |                                 |                 |
| |                        |            |                                 |                 |
| Classement de l'étape |                        |            |                                 |                 |
| Coureur | Coureur                | Pays       | Équipe                          | Temps           |
| 1er | Nicolas Portal         | France     | AG2R Prévoyance                 | 4 h 41 min 42 s |
| 2e | Janek Tombak           | Estonie    | Cofidis-Le Crédit par Téléphone | + 51 s          |
| 3e | Iker Flores            | Espagne    | Euskaltel-Euskadi               | + 51 s          |
| 4e | Stuart O'Grady         | Australie  | Cofidis-Le Crédit par Téléphone | + 1 min 49 s    |
| 5e | Thomas Voeckler        | France     | Brioches La Boulangère          | + 1 min 49 s    |
| 6e | Baden Cooke            | Australie  | Fdjeux.com                      | + 1 min 49 s    |
| 7e | José Enrique Gutiérrez | Espagne    | Phonak Hearing Systems          | + 1 min 49 s    |
| 8e | Iban Mayo              | Espagne    | Euskaltel-Euskadi               | + 1 min 49 s    |
| 9e | Lance Armstrong        | États-Unis | US Postal Service-Berry Floor   | DQ              |
| 10e | Egoi Martínez          | Espagne    | Euskaltel-Euskadi               | + 1 min 49 s    |

| \| Classement général \| Classement général \| Classement général \| Classement général \| Classement général \| \| Coureur \| Coureur \| Pays \| Équipe \| Temps \| \| ------------------ \| ---------------------- \| ------------------ \| ------------------------------- \| ------------------ \| \| 1er \| José Enrique Gutiérrez \| Espagne \| Phonak Hearing Systems \| 15 h 31 min 52 s \| \| 2e \| Iban Mayo \| Espagne \| Euskaltel-Euskadi \| + 8 s \| \| 3e \| Tyler Hamilton \| États-Unis \| Phonak Hearing Systems \| + 9 s \| \| 4e \| Lance Armstrong \| États-Unis \| US Postal Service-Berry Floor \| DQ \| \| 5e \| Óscar Pereiro \| Espagne \| Phonak Hearing Systems \| + 10 s \| \| 6e \| Cyril Dessel \| France \| Phonak Hearing Systems \| + 10 s \| \| 7e \| Stuart O'Grady \| Australie \| Cofidis-Le Crédit par Téléphone \| + 14 s \| \| 8e \| Laurent Lefèvre \| France \| Brioches La Boulangère \| + 18 s \| \| 9e \| Óscar Sevilla \| Espagne \| Phonak Hearing Systems \| + 19 s \| \| 10e \| Levi Leipheimer \| États-Unis \| Rabobank \| DQ \| |                        |            |                                 |                  |
| |                        |            |                                 |                  |
| |                        |            |                                 |                  |
| Classement général |                        |            |                                 |                  |
| Coureur | Coureur                | Pays       | Équipe                          | Temps            |
| 1er | José Enrique Gutiérrez | Espagne    | Phonak Hearing Systems          | 15 h 31 min 52 s |
| 2e | Iban Mayo              | Espagne    | Euskaltel-Euskadi               | + 8 s            |
| 3e | Tyler Hamilton         | États-Unis | Phonak Hearing Systems          | + 9 s            |
| 4e | Lance Armstrong        | États-Unis | US Postal Service-Berry Floor   | DQ               |
| 5e | Óscar Pereiro          | Espagne    | Phonak Hearing Systems          | + 10 s           |
| 6e | Cyril Dessel           | France     | Phonak Hearing Systems          | + 10 s           |
| 7e | Stuart O'Grady         | Australie  | Cofidis-Le Crédit par Téléphone | + 14 s           |
| 8e | Laurent Lefèvre        | France     | Brioches La Boulangère          | + 18 s           |
| 9e | Óscar Sevilla          | Espagne    | Phonak Hearing Systems          | + 19 s           |
| 10e | Levi Leipheimer        | États-Unis | Rabobank                        | DQ               |

### 4eétape
La 4e étape consiste en un contre-la-montre individuel en côte entre Bedoin et le mont-Ventoux, sur une distance de 21.6 kilomètres. Elle voit la victoire de l'Espagnol Iban Mayo (Euskaltel-Euskadi), sa deuxième de la semaine après le prologue. Il reprend du même coup le maillot jaune de leader à son compatriote José Enrique Gutiérrez (Phonak Hearing Systems), septième de l'étape et qui redescend à la 6e place du classement général. Le leader de l'équipe basque en profite également pour s'emparer des maillots verts et rouge à pois blancs de leader des classements par points et de la montagne.
| \| Classement de l'étape \| Classement de l'étape \| Classement de l'étape \| Classement de l'étape \| Classement de l'étape \| \| Coureur \| Coureur \| Pays \| Équipe \| Temps \| \| --------------------- \| ---------------------- \| --------------------- \| ----------------------------- \| --------------------- \| \| 1er \| Iban Mayo \| Espagne \| Euskaltel-Euskadi \| 55 min 51 s \| \| 2e \| Tyler Hamilton \| États-Unis \| Phonak Hearing Systems \| + 35 s \| \| 3e \| Óscar Sevilla \| Espagne \| Phonak Hearing Systems \| + 1 min 03 s \| \| 4e \| Juan Miguel Mercado \| Espagne \| Quick Step-Davitamon \| + 1 min 48 s \| \| 5e \| Lance Armstrong \| États-Unis \| US Postal Service-Berry Floor \| DQ \| \| 6e \| Íñigo Landaluze \| Espagne \| Euskaltel-Euskadi \| + 2 min 22 s \| \| 7e \| José Enrique Gutiérrez \| Espagne \| Phonak Hearing Systems \| + 2 min 44 s \| \| 8e \| Levi Leipheimer \| États-Unis \| Rabobank \| DQ \| \| 9e \| Michael Rasmussen \| Danemark \| Rabobank \| + 3 min 33 s \| \| 10e \| Stéphane Goubert \| France \| AG2R Prévoyance \| + 3 min 35 s \| |                        |            |                               |              |
| |                        |            |                               |              |
| |                        |            |                               |              |
| Classement de l'étape |                        |            |                               |              |
| Coureur | Coureur                | Pays       | Équipe                        | Temps        |
| 1er | Iban Mayo              | Espagne    | Euskaltel-Euskadi             | 55 min 51 s  |
| 2e | Tyler Hamilton         | États-Unis | Phonak Hearing Systems        | + 35 s       |
| 3e | Óscar Sevilla          | Espagne    | Phonak Hearing Systems        | + 1 min 03 s |
| 4e | Juan Miguel Mercado    | Espagne    | Quick Step-Davitamon          | + 1 min 48 s |
| 5e | Lance Armstrong        | États-Unis | US Postal Service-Berry Floor | DQ           |
| 6e | Íñigo Landaluze        | Espagne    | Euskaltel-Euskadi             | + 2 min 22 s |
| 7e | José Enrique Gutiérrez | Espagne    | Phonak Hearing Systems        | + 2 min 44 s |
| 8e | Levi Leipheimer        | États-Unis | Rabobank                      | DQ           |
| 9e | Michael Rasmussen      | Danemark   | Rabobank                      | + 3 min 33 s |
| 10e | Stéphane Goubert       | France     | AG2R Prévoyance               | + 3 min 35 s |

| \| Classement général \| Classement général \| Classement général \| Classement général \| Classement général \| \| Coureur \| Coureur \| Pays \| Équipe \| Temps \| \| ------------------ \| ---------------------- \| ------------------ \| ----------------------------- \| ------------------ \| \| 1er \| Iban Mayo \| Espagne \| Euskaltel-Euskadi \| 16 h 27 min 51 s \| \| 2e \| Tyler Hamilton \| États-Unis \| Phonak Hearing Systems \| + 36 s \| \| 3e \| Óscar Sevilla \| Espagne \| Phonak Hearing Systems \| + 1 min 14 s \| \| 4e \| Lance Armstrong \| États-Unis \| US Postal Service-Berry Floor \| DQ \| \| 5e \| Juan Miguel Mercado \| Espagne \| Quick Step-Davitamon \| + 2 min 32 s \| \| 6e \| José Enrique Gutiérrez \| Espagne \| Phonak Hearing Systems \| + 2 min 36 s \| \| 7e \| Íñigo Landaluze \| Espagne \| Euskaltel-Euskadi \| + 2 min 43 s \| \| 8e \| Levi Leipheimer \| États-Unis \| Rabobank \| DQ \| \| 9e \| Michael Rasmussen \| Danemark \| Rabobank \| + 3 min 47 s \| \| 10e \| Óscar Pereiro \| Espagne \| Phonak Hearing Systems \| + 3 min 58 s \| |                        |            |                               |                  |
| |                        |            |                               |                  |
| |                        |            |                               |                  |
| Classement général |                        |            |                               |                  |
| Coureur | Coureur                | Pays       | Équipe                        | Temps            |
| 1er | Iban Mayo              | Espagne    | Euskaltel-Euskadi             | 16 h 27 min 51 s |
| 2e | Tyler Hamilton         | États-Unis | Phonak Hearing Systems        | + 36 s           |
| 3e | Óscar Sevilla          | Espagne    | Phonak Hearing Systems        | + 1 min 14 s     |
| 4e | Lance Armstrong        | États-Unis | US Postal Service-Berry Floor | DQ               |
| 5e | Juan Miguel Mercado    | Espagne    | Quick Step-Davitamon          | + 2 min 32 s     |
| 6e | José Enrique Gutiérrez | Espagne    | Phonak Hearing Systems        | + 2 min 36 s     |
| 7e | Íñigo Landaluze        | Espagne    | Euskaltel-Euskadi             | + 2 min 43 s     |
| 8e | Levi Leipheimer        | États-Unis | Rabobank                      | DQ               |
| 9e | Michael Rasmussen      | Danemark   | Rabobank                      | + 3 min 47 s     |
| 10e | Óscar Pereiro          | Espagne    | Phonak Hearing Systems        | + 3 min 58 s     |

### 5eétape
L'Australien Stuart O'Grady (Cofidis-Le Crédit par Téléphone) l'emporte au terme d'un sprint à deux avec son compagnon d'échappée, l'Américain George Hincapie (US Postal Service-Berry Floor). Arrivé au sein du peloton avec un peu plus de six minutes de retard, l'Espagnol Iban Mayo (Euskaltel-Euskadi) conserve son maillot jaune de leader du classement général.
| \| Classement de l'étape \| Classement de l'étape \| Classement de l'étape \| Classement de l'étape \| Classement de l'étape \| \| Coureur \| Coureur \| Pays \| Équipe \| Temps \| \| --------------------- \| --------------------- \| --------------------- \| ------------------------------- \| --------------------- \| \| 1er \| Stuart O'Grady \| Australie \| Cofidis-Le Crédit par Téléphone \| 3 h 01 min 34 s \| \| 2e \| George Hincapie \| États-Unis \| US Postal Service-Berry Floor \| + 0 s \| \| 3e \| Baden Cooke \| Australie \| Fdjeux.com \| + 1 min 33 s \| \| 4e \| Jérôme Pineau \| France \| Brioches La Boulangère \| + 1 min 33 s \| \| 5e \| Nicolas Jalabert \| France \| Phonak Hearing Systems \| + 2 min 14 s \| \| 6e \| Yuriy Krivtsov \| Ukraine \| AG2R Prévoyance \| + 3 min 09 s \| \| 7e \| Bram de Groot \| Pays-Bas \| Rabobank \| + 3 min 09 s \| \| 8e \| Pierrick Fédrigo \| France \| Crédit Agricole \| + 3 min 11 s \| \| 9e \| Víctor Hugo Peña \| Colombie \| US Postal Service-Berry Floor \| + 3 min 16 s \| \| 10e \| Thor Hushovd \| Norvège \| Crédit Agricole \| + 6 min 12 s \| |                  |            |                                 |                 |
| |                  |            |                                 |                 |
| |                  |            |                                 |                 |
| Classement de l'étape |                  |            |                                 |                 |
| Coureur | Coureur          | Pays       | Équipe                          | Temps           |
| 1er | Stuart O'Grady   | Australie  | Cofidis-Le Crédit par Téléphone | 3 h 01 min 34 s |
| 2e | George Hincapie  | États-Unis | US Postal Service-Berry Floor   | + 0 s           |
| 3e | Baden Cooke      | Australie  | Fdjeux.com                      | + 1 min 33 s    |
| 4e | Jérôme Pineau    | France     | Brioches La Boulangère          | + 1 min 33 s    |
| 5e | Nicolas Jalabert | France     | Phonak Hearing Systems          | + 2 min 14 s    |
| 6e | Yuriy Krivtsov   | Ukraine    | AG2R Prévoyance                 | + 3 min 09 s    |
| 7e | Bram de Groot    | Pays-Bas   | Rabobank                        | + 3 min 09 s    |
| 8e | Pierrick Fédrigo | France     | Crédit Agricole                 | + 3 min 11 s    |
| 9e | Víctor Hugo Peña | Colombie   | US Postal Service-Berry Floor   | + 3 min 16 s    |
| 10e | Thor Hushovd     | Norvège    | Crédit Agricole                 | + 6 min 12 s    |

| \| Classement général \| Classement général \| Classement général \| Classement général \| Classement général \| \| Coureur \| Coureur \| Pays \| Équipe \| Temps \| \| ------------------ \| ---------------------- \| ------------------ \| ------------------------------- \| ------------------ \| \| 1er \| Iban Mayo \| Espagne \| Euskaltel-Euskadi \| 19 h 47 min 24 s \| \| 2e \| Tyler Hamilton \| États-Unis \| Phonak Hearing Systems \| + 36 s \| \| 3e \| Óscar Sevilla \| Espagne \| Phonak Hearing Systems \| + 1 min 14 s \| \| 4e \| Lance Armstrong \| États-Unis \| US Postal Service-Berry Floor \| DQ \| \| 5e \| Juan Miguel Mercado \| Espagne \| Quick Step-Davitamon \| + 2 min 32 s \| \| 6e \| José Enrique Gutiérrez \| Espagne \| Phonak Hearing Systems \| + 2 min 36 s \| \| 7e \| Íñigo Landaluze \| Espagne \| Euskaltel-Euskadi \| + 2 min 43 s \| \| 8e \| Stuart O'Grady \| Australie \| Cofidis-Le Crédit par Téléphone \| + 3 min 10 s \| \| 9e \| Levi Leipheimer \| États-Unis \| Rabobank \| DQ \| \| 10e \| Óscar Pereiro \| Espagne \| Phonak Hearing Systems \| + 3 min 58 s \| |                        |            |                                 |                  |
| |                        |            |                                 |                  |
| |                        |            |                                 |                  |
| Classement général |                        |            |                                 |                  |
| Coureur | Coureur                | Pays       | Équipe                          | Temps            |
| 1er | Iban Mayo              | Espagne    | Euskaltel-Euskadi               | 19 h 47 min 24 s |
| 2e | Tyler Hamilton         | États-Unis | Phonak Hearing Systems          | + 36 s           |
| 3e | Óscar Sevilla          | Espagne    | Phonak Hearing Systems          | + 1 min 14 s     |
| 4e | Lance Armstrong        | États-Unis | US Postal Service-Berry Floor   | DQ               |
| 5e | Juan Miguel Mercado    | Espagne    | Quick Step-Davitamon            | + 2 min 32 s     |
| 6e | José Enrique Gutiérrez | Espagne    | Phonak Hearing Systems          | + 2 min 36 s     |
| 7e | Íñigo Landaluze        | Espagne    | Euskaltel-Euskadi               | + 2 min 43 s     |
| 8e | Stuart O'Grady         | Australie  | Cofidis-Le Crédit par Téléphone | + 3 min 10 s     |
| 9e | Levi Leipheimer        | États-Unis | Rabobank                        | DQ               |
| 10e | Óscar Pereiro          | Espagne    | Phonak Hearing Systems          | + 3 min 58 s     |

### 6eétape
| \| Classement de l'étape \| Classement de l'étape \| Classement de l'étape \| Classement de l'étape \| Classement de l'étape \| \| Coureur \| Coureur \| Pays \| Équipe \| Temps \| \| --------------------- \| ---------------------- \| --------------------- \| ----------------------------- \| --------------------- \| \| 1er \| Michael Rasmussen \| Danemark \| Rabobank \| 4 h 04 min 44 s \| \| 2e \| Ivan Basso \| Italie \| CSC \| + 5 min 20 s \| \| 3e \| Thomas Voeckler \| France \| Brioches La Boulangère \| + 6 min 43 s \| \| 4e \| José Enrique Gutiérrez \| Espagne \| Phonak Hearing Systems \| + 6 min 43 s \| \| 5e \| Juan Miguel Mercado \| Espagne \| Quick Step-Davitamon \| + 6 min 43 s \| \| 6e \| Thomas Lövkvist \| Suède \| Fdjeux.com \| + 6 min 43 s \| \| 7e \| Carlos Sastre \| Espagne \| CSC \| + 6 min 43 s \| \| 8e \| Floyd Landis \| États-Unis \| US Postal Service-Berry Floor \| + 6 min 43 s \| \| 9e \| Richard Virenque \| France \| Quick Step-Davitamon \| + 6 min 43 s \| \| 10e \| Alexandre Botcharov \| Russie \| Crédit Agricole \| + 6 min 43 s \| |                        |            |                               |                 |
| |                        |            |                               |                 |
| |                        |            |                               |                 |
| Classement de l'étape |                        |            |                               |                 |
| Coureur | Coureur                | Pays       | Équipe                        | Temps           |
| 1er | Michael Rasmussen      | Danemark   | Rabobank                      | 4 h 04 min 44 s |
| 2e | Ivan Basso             | Italie     | CSC                           | + 5 min 20 s    |
| 3e | Thomas Voeckler        | France     | Brioches La Boulangère        | + 6 min 43 s    |
| 4e | José Enrique Gutiérrez | Espagne    | Phonak Hearing Systems        | + 6 min 43 s    |
| 5e | Juan Miguel Mercado    | Espagne    | Quick Step-Davitamon          | + 6 min 43 s    |
| 6e | Thomas Lövkvist        | Suède      | Fdjeux.com                    | + 6 min 43 s    |
| 7e | Carlos Sastre          | Espagne    | CSC                           | + 6 min 43 s    |
| 8e | Floyd Landis           | États-Unis | US Postal Service-Berry Floor | + 6 min 43 s    |
| 9e | Richard Virenque       | France     | Quick Step-Davitamon          | + 6 min 43 s    |
| 10e | Alexandre Botcharov    | Russie     | Crédit Agricole               | + 6 min 43 s    |

| \| Classement général \| Classement général \| Classement général \| Classement général \| Classement général \| \| Coureur \| Coureur \| Pays \| Équipe \| Temps \| \| ------------------ \| ---------------------- \| ------------------ \| ----------------------------- \| ------------------ \| \| 1er \| Iban Mayo \| Espagne \| Euskaltel-Euskadi \| 23 h 58 min 51 s \| \| 2e \| Tyler Hamilton \| États-Unis \| Phonak Hearing Systems \| + 36 s \| \| 3e \| Óscar Sevilla \| Espagne \| Phonak Hearing Systems \| + 1 min 14 s \| \| 4e \| Lance Armstrong \| États-Unis \| US Postal Service-Berry Floor \| DQ \| \| 5e \| Juan Miguel Mercado \| Espagne \| Quick Step-Davitamon \| + 2 min 32 s \| \| 6e \| José Enrique Gutiérrez \| Espagne \| Phonak Hearing Systems \| + 2 min 36 s \| \| 7e \| Michael Rasmussen \| Danemark \| Rabobank \| + 2 min 39 s \| \| 8e \| Íñigo Landaluze \| Espagne \| Euskaltel-Euskadi \| + 2 min 43 s \| \| 9e \| Levi Leipheimer \| États-Unis \| Rabobank \| DQ \| \| 10e \| Óscar Pereiro \| Espagne \| Phonak Hearing Systems \| + 3 min 58 s \| |                        |            |                               |                  |
| |                        |            |                               |                  |
| |                        |            |                               |                  |
| Classement général |                        |            |                               |                  |
| Coureur | Coureur                | Pays       | Équipe                        | Temps            |
| 1er | Iban Mayo              | Espagne    | Euskaltel-Euskadi             | 23 h 58 min 51 s |
| 2e | Tyler Hamilton         | États-Unis | Phonak Hearing Systems        | + 36 s           |
| 3e | Óscar Sevilla          | Espagne    | Phonak Hearing Systems        | + 1 min 14 s     |
| 4e | Lance Armstrong        | États-Unis | US Postal Service-Berry Floor | DQ               |
| 5e | Juan Miguel Mercado    | Espagne    | Quick Step-Davitamon          | + 2 min 32 s     |
| 6e | José Enrique Gutiérrez | Espagne    | Phonak Hearing Systems        | + 2 min 36 s     |
| 7e | Michael Rasmussen      | Danemark   | Rabobank                      | + 2 min 39 s     |
| 8e | Íñigo Landaluze        | Espagne    | Euskaltel-Euskadi             | + 2 min 43 s     |
| 9e | Levi Leipheimer        | États-Unis | Rabobank                      | DQ               |
| 10e | Óscar Pereiro          | Espagne    | Phonak Hearing Systems        | + 3 min 58 s     |

### 7eétape
| \| Classement de l'étape \| Classement de l'étape \| Classement de l'étape \| Classement de l'étape \| Classement de l'étape \| \| Coureur \| Coureur \| Pays \| Équipe \| Temps \| \| --------------------- \| ---------------------- \| --------------------- \| ------------------------------- \| --------------------- \| \| 1er \| Stuart O'Grady \| Australie \| Cofidis-Le Crédit par Téléphone \| 5 h 21 min 40 s \| \| 2e \| Sandy Casar \| France \| Fdjeux.com \| + 19 s \| \| 3e \| Pedro Horrillo \| Espagne \| Quick Step-Davitamon \| + 3 min 14 s \| \| 4e \| Dmitri Mouraviov \| Kazakhstan \| Crédit Agricole \| + 3 min 14 s \| \| 5e \| Nicolas Reynaud \| France \| RAGT Semences-MG Rover \| + 4 min 53 s \| \| 6e \| Anthony Geslin \| France \| Brioches La Boulangère \| + 4 min 55 s \| \| 7e \| Lance Armstrong \| États-Unis \| US Postal Service-Berry Floor \| DQ \| \| 8e \| José Enrique Gutiérrez \| Espagne \| Phonak Hearing Systems \| + 6 min 44 s \| \| 9e \| Óscar Pereiro \| Espagne \| Phonak Hearing Systems \| + 6 min 44 s \| \| 10e \| Levi Leipheimer \| États-Unis \| Rabobank \| DQ \| |                        |            |                                 |                 |
| |                        |            |                                 |                 |
| |                        |            |                                 |                 |
| Classement de l'étape |                        |            |                                 |                 |
| Coureur | Coureur                | Pays       | Équipe                          | Temps           |
| 1er | Stuart O'Grady         | Australie  | Cofidis-Le Crédit par Téléphone | 5 h 21 min 40 s |
| 2e | Sandy Casar            | France     | Fdjeux.com                      | + 19 s          |
| 3e | Pedro Horrillo         | Espagne    | Quick Step-Davitamon            | + 3 min 14 s    |
| 4e | Dmitri Mouraviov       | Kazakhstan | Crédit Agricole                 | + 3 min 14 s    |
| 5e | Nicolas Reynaud        | France     | RAGT Semences-MG Rover          | + 4 min 53 s    |
| 6e | Anthony Geslin         | France     | Brioches La Boulangère          | + 4 min 55 s    |
| 7e | Lance Armstrong        | États-Unis | US Postal Service-Berry Floor   | DQ              |
| 8e | José Enrique Gutiérrez | Espagne    | Phonak Hearing Systems          | + 6 min 44 s    |
| 9e | Óscar Pereiro          | Espagne    | Phonak Hearing Systems          | + 6 min 44 s    |
| 10e | Levi Leipheimer        | États-Unis | Rabobank                        | DQ              |

## Classements

### Classement général
Convaincu de dopage, Lance Armstrong est déclassé de sa quatrième place en 2012. Il apparait donc rayé dans le tableau si dessous. Idem pour son compatriote Levi Leipheimer, huitième du classement final.
| \| Classement général \| Classement général \| Classement général \| Classement général \| Classement général \| \| Coureur \| Coureur \| Pays \| Équipe \| Temps \| \| ------------------ \| ---------------------- \| ------------------ \| ----------------------------- \| ------------------ \| \| 1er \| Iban Mayo \| Espagne \| Euskaltel-Euskadi \| 29 h 27 min 15 s \| \| 2e \| Tyler Hamilton \| États-Unis \| Phonak Hearing Systems \| + 36 s \| \| 3e \| Óscar Sevilla \| Espagne \| Phonak Hearing Systems \| + 1 min 14 s \| \| 4e \| Lance Armstrong \| États-Unis \| US Postal Service-Berry Floor \| DQ \| \| 5e \| Juan Miguel Mercado \| Espagne \| Quick Step-Davitamon \| + 2 min 32 s \| \| 6e \| José Enrique Gutiérrez \| Espagne \| Phonak Hearing Systems \| + 2 min 36 s \| \| 7e \| Michael Rasmussen \| Danemark \| Rabobank \| + 2 min 39 s \| \| 8e \| Levi Leipheimer \| États-Unis \| Rabobank \| DQ \| \| 9e \| Óscar Pereiro \| Espagne \| Phonak Hearing Systems \| + 3 min 58 s \| \| 10e \| Íñigo Landaluze \| Espagne \| Euskaltel-Euskadi \| + 4 min 02 s \| |                        |            |                               |                  |
| |                        |            |                               |                  |
| |                        |            |                               |                  |
| Classement général |                        |            |                               |                  |
| Coureur | Coureur                | Pays       | Équipe                        | Temps            |
| 1er | Iban Mayo              | Espagne    | Euskaltel-Euskadi             | 29 h 27 min 15 s |
| 2e | Tyler Hamilton         | États-Unis | Phonak Hearing Systems        | + 36 s           |
| 3e | Óscar Sevilla          | Espagne    | Phonak Hearing Systems        | + 1 min 14 s     |
| 4e | Lance Armstrong        | États-Unis | US Postal Service-Berry Floor | DQ               |
| 5e | Juan Miguel Mercado    | Espagne    | Quick Step-Davitamon          | + 2 min 32 s     |
| 6e | José Enrique Gutiérrez | Espagne    | Phonak Hearing Systems        | + 2 min 36 s     |
| 7e | Michael Rasmussen      | Danemark   | Rabobank                      | + 2 min 39 s     |
| 8e | Levi Leipheimer        | États-Unis | Rabobank                      | DQ               |
| 9e | Óscar Pereiro          | Espagne    | Phonak Hearing Systems        | + 3 min 58 s     |
| 10e | Íñigo Landaluze        | Espagne    | Euskaltel-Euskadi             | + 4 min 02 s     |

### Classements annexes
| Classement par points | Classement par points  | Classement par points | Classement par points           | Classement par points |
| Coureur               | Coureur                | Pays                  | Équipe                          | Points                |
| --------------------- | ---------------------- | --------------------- | ------------------------------- | --------------------- |
| 1er                   | Stuart O'Grady         | Australie             | Cofidis-Le Crédit par Téléphone | 111 pts               |
| 2e                    | José Enrique Gutiérrez | Espagne               | Phonak Hearing Systems          | 80 pts                |
| 3e                    | Iban Mayo              | Espagne               | Euskaltel-Euskadi               | 60 pts                |
| 4e                    | Michael Rasmussen      | Danemark              | Rabobank                        | 46 pts                |
| 5e                    | Lance Armstrong        | États-Unis            | US Postal Service-Berry Floor   | DQ                    |
| 6e                    | Óscar Pereiro          | Espagne               | Phonak Hearing Systems          | 41 pts                |
| 7e                    | Baden Cooke            | Australie             | Fdjeux.com                      | 40 pts                |
| 8e                    | Tyler Hamilton         | États-Unis            | Phonak Hearing Systems          | 37 pts                |
| 9e                    | Janek Tombak           | Estonie               | Cofidis-Le Crédit par Téléphone | 32 pts                |
| 10e                   | Thomas Voeckler        | France                | Brioches La Boulangère          | 31 pts                |

| Classement par points | Classement par points  | Classement par points | Classement par points           | Classement par points |
| Coureur               | Coureur                | Pays                  | Équipe                          | Points                |
| --------------------- | ---------------------- | --------------------- | ------------------------------- | --------------------- |
| 1er                   | Stuart O'Grady         | Australie             | Cofidis-Le Crédit par Téléphone | 111 pts               |
| 2e                    | José Enrique Gutiérrez | Espagne               | Phonak Hearing Systems          | 80 pts                |
| 3e                    | Iban Mayo              | Espagne               | Euskaltel-Euskadi               | 60 pts                |
| 4e                    | Michael Rasmussen      | Danemark              | Rabobank                        | 46 pts                |
| 5e                    | Lance Armstrong        | États-Unis            | US Postal Service-Berry Floor   | DQ                    |
| 6e                    | Óscar Pereiro          | Espagne               | Phonak Hearing Systems          | 41 pts                |
| 7e                    | Baden Cooke            | Australie             | Fdjeux.com                      | 40 pts                |
| 8e                    | Tyler Hamilton         | États-Unis            | Phonak Hearing Systems          | 37 pts                |
| 9e                    | Janek Tombak           | Estonie               | Cofidis-Le Crédit par Téléphone | 32 pts                |
| 10e                   | Thomas Voeckler        | France                | Brioches La Boulangère          | 31 pts                |

| Classement de la montagne | Classement de la montagne | Classement de la montagne | Classement de la montagne       | Classement de la montagne |
| Coureur                   | Coureur                   | Pays                      | Équipe                          | Points                    |
| ------------------------- | ------------------------- | ------------------------- | ------------------------------- | ------------------------- |
| 1er                       | Michael Rasmussen         | Danemark                  | Rabobank                        | 99 pts                    |
| 2e                        | José Enrique Gutiérrez    | Espagne                   | Phonak Hearing Systems          | 86 pts                    |
| 3e                        | Iban Mayo                 | Espagne                   | Euskaltel-Euskadi               | 59 pts                    |
| 4e                        | Erik Dekker               | Pays-Bas                  | Rabobank                        | 57 pts                    |
| 5e                        | Stuart O'Grady            | Australie                 | Cofidis-Le Crédit par Téléphone | 54 pts                    |
| 6e                        | Anthony Geslin            | France                    | Brioches La Boulangère          | 53 pts                    |
| 7e                        | Íñigo Chaurreau           | Espagne                   | AG2R Prévoyance                 | 50 pts                    |
| 8e                        | Nicolas Reynaud           | France                    | RAGT Semences-MG Rover          | 49 pts                    |
| 9e                        | Pedro Horrillo            | Espagne                   | Quick Step-Davitamon            | 45 pts                    |
| 10e                       | Patrice Halgand           | France                    | Crédit Agricole                 | 41 pts                    |

| Classement de la montagne | Classement de la montagne | Classement de la montagne | Classement de la montagne       | Classement de la montagne |
| Coureur                   | Coureur                   | Pays                      | Équipe                          | Points                    |
| ------------------------- | ------------------------- | ------------------------- | ------------------------------- | ------------------------- |
| 1er                       | Michael Rasmussen         | Danemark                  | Rabobank                        | 99 pts                    |
| 2e                        | José Enrique Gutiérrez    | Espagne                   | Phonak Hearing Systems          | 86 pts                    |
| 3e                        | Iban Mayo                 | Espagne                   | Euskaltel-Euskadi               | 59 pts                    |
| 4e                        | Erik Dekker               | Pays-Bas                  | Rabobank                        | 57 pts                    |
| 5e                        | Stuart O'Grady            | Australie                 | Cofidis-Le Crédit par Téléphone | 54 pts                    |
| 6e                        | Anthony Geslin            | France                    | Brioches La Boulangère          | 53 pts                    |
| 7e                        | Íñigo Chaurreau           | Espagne                   | AG2R Prévoyance                 | 50 pts                    |
| 8e                        | Nicolas Reynaud           | France                    | RAGT Semences-MG Rover          | 49 pts                    |
| 9e                        | Pedro Horrillo            | Espagne                   | Quick Step-Davitamon            | 45 pts                    |
| 10e                       | Patrice Halgand           | France                    | Crédit Agricole                 | 41 pts                    |

| Classement du combiné | Classement du combiné  | Classement du combiné | Classement du combiné           | Classement du combiné |
| Coureur               | Coureur                | Pays                  | Équipe                          | Points                |
| --------------------- | ---------------------- | --------------------- | ------------------------------- | --------------------- |
| 1er                   | José Enrique Gutiérrez | Espagne               | Phonak Hearing Systems          | 186 pts               |
| 2e                    | Stuart O'Grady         | Australie             | Cofidis-Le Crédit par Téléphone | 165 pts               |
| 3e                    | Michael Rasmussen      | Danemark              | Rabobank                        | 163 pts               |
| 4e                    | Iban Mayo              | Espagne               | Euskaltel-Euskadi               | 159 pts               |
| 5e                    | Tyler Hamilton         | États-Unis            | Phonak Hearing Systems          | 110 pts               |
| 6e                    | Óscar Sevilla          | Espagne               | Phonak Hearing Systems          | 96 pts                |
| 7e                    | Lance Armstrong        | États-Unis            | US Postal Service-Berry Floor   | DQ                    |
| 8e                    | Juan Miguel Mercado    | Espagne               | Quick Step-Davitamon            | 81 pts                |
| 9e                    | Óscar Pereiro          | Espagne               | Phonak Hearing Systems          | 76 pts                |
| 10e                   | Anthony Geslin         | France                | Brioches La Boulangère          | 75 pts                |

| Classement du combiné | Classement du combiné  | Classement du combiné | Classement du combiné           | Classement du combiné |
| Coureur               | Coureur                | Pays                  | Équipe                          | Points                |
| --------------------- | ---------------------- | --------------------- | ------------------------------- | --------------------- |
| 1er                   | José Enrique Gutiérrez | Espagne               | Phonak Hearing Systems          | 186 pts               |
| 2e                    | Stuart O'Grady         | Australie             | Cofidis-Le Crédit par Téléphone | 165 pts               |
| 3e                    | Michael Rasmussen      | Danemark              | Rabobank                        | 163 pts               |
| 4e                    | Iban Mayo              | Espagne               | Euskaltel-Euskadi               | 159 pts               |
| 5e                    | Tyler Hamilton         | États-Unis            | Phonak Hearing Systems          | 110 pts               |
| 6e                    | Óscar Sevilla          | Espagne               | Phonak Hearing Systems          | 96 pts                |
| 7e                    | Lance Armstrong        | États-Unis            | US Postal Service-Berry Floor   | DQ                    |
| 8e                    | Juan Miguel Mercado    | Espagne               | Quick Step-Davitamon            | 81 pts                |
| 9e                    | Óscar Pereiro          | Espagne               | Phonak Hearing Systems          | 76 pts                |
| 10e                   | Anthony Geslin         | France                | Brioches La Boulangère          | 75 pts                |

| Classement par équipes | Classement par équipes          | Classement par équipes | Classement par équipes |
| Équipe                 | Équipe                          | Pays                   | Temps                  |
| ---------------------- | ------------------------------- | ---------------------- | ---------------------- |
| 1re                    | Phonak Hearing Systems          | Suisse                 | 88 h 20 min 12 s       |
| 2e                     | US Postal Service-Berry Floor   | États-Unis             | + 2 min 47 s           |
| 3e                     | Euskaltel-Euskadi               | Espagne                | + 8 min 26 s           |
| 4e                     | Quick Step-Davitamon            | Belgique               | + 17 min 05 s          |
| 5e                     | Crédit agricole                 | France                 | + 28 min 33 s          |
| 6e                     | Fdjeux.com                      | France                 | + 30 min 45 s          |
| 7e                     | Cofidis-Le Crédit par Téléphone | France                 | + 32 min 16 s          |
| 8e                     | CSC                             | Danemark               | + 32 min 22 s          |
| 9e                     | Rabobank                        | Pays-Bas               | + 36 min 06 s          |
| 10e                    | AG2R Prévoyance                 | France                 | + 44 min 06 s          |

| Classement par équipes | Classement par équipes          | Classement par équipes | Classement par équipes |
| Équipe                 | Équipe                          | Pays                   | Temps                  |
| ---------------------- | ------------------------------- | ---------------------- | ---------------------- |
| 1re                    | Phonak Hearing Systems          | Suisse                 | 88 h 20 min 12 s       |
| 2e                     | US Postal Service-Berry Floor   | États-Unis             | + 2 min 47 s           |
| 3e                     | Euskaltel-Euskadi               | Espagne                | + 8 min 26 s           |
| 4e                     | Quick Step-Davitamon            | Belgique               | + 17 min 05 s          |
| 5e                     | Crédit agricole                 | France                 | + 28 min 33 s          |
| 6e                     | Fdjeux.com                      | France                 | + 30 min 45 s          |
| 7e                     | Cofidis-Le Crédit par Téléphone | France                 | + 32 min 16 s          |
| 8e                     | CSC                             | Danemark               | + 32 min 22 s          |
| 9e                     | Rabobank                        | Pays-Bas               | + 36 min 06 s          |
| 10e                    | AG2R Prévoyance                 | France                 | + 44 min 06 s          |

## Liste des participants
| US Postal Service-Berry Floor USP | US Postal Service-Berry Floor USP | US Postal Service-Berry Floor USP |
| --------------------------------- | --------------------------------- | --------------------------------- |
| Num                               | Coureur                           | Pos                               |
| 1                                 | Lance Armstrong (USA)             | 4e                                |
| 2                                 | José Azevedo (POR)                |                                   |
| 3                                 | Manuel Beltrán (ESP)              |                                   |
| 4                                 | Viatcheslav Ekimov (RUS)          |                                   |
| 5                                 | George Hincapie (USA)             |                                   |
| 6                                 | Floyd Landis (USA)                |                                   |
| 7                                 | Benjamín Noval (ESP)              |                                   |
| 8                                 | Víctor Hugo Peña (COL)            |                                   |

| Crédit Agricole C.A | Crédit Agricole C.A       | Crédit Agricole C.A |
| ------------------- | ------------------------- | ------------------- |
| Num                 | Coureur                   | Pos                 |
| 11                  | Christophe Moreau (FRA)   |                     |
| 12                  | Alexandre Botcharov (RUS) |                     |
| 13                  | Pierrick Fédrigo (FRA)    |                     |
| 14                  | Patrice Halgand (FRA)     |                     |
| 15                  | Christophe Le Mével (FRA) |                     |
| 16                  | Dmitri Mouraviov (KAZ)    |                     |
| 17                  | Thor Hushovd (NOR)        |                     |
| 18                  | Benoît Salmon (FRA)       |                     |

| Phonak Hearing Systems PHO | Phonak Hearing Systems PHO   | Phonak Hearing Systems PHO |
| -------------------------- | ---------------------------- | -------------------------- |
| Num                        | Coureur                      | Pos                        |
| 21                         | Tyler Hamilton (USA)         | 2e                         |
| 22                         | Cyril Dessel (FRA)           |                            |
| 23                         | Santos González (ESP)        |                            |
| 24                         | Bert Grabsch (GER)           |                            |
| 25                         | José Enrique Gutiérrez (ESP) | 6e                         |
| 26                         | Nicolas Jalabert (FRA)       |                            |
| 27                         | Óscar Pereiro (ESP)          | 9e                         |
| 28                         | Óscar Sevilla (ESP)          | 3e                         |

| Quick Step-Davitamon QSD | Quick Step-Davitamon QSD       | Quick Step-Davitamon QSD |
| ------------------------ | ------------------------------ | ------------------------ |
| Num                      | Coureur                        | Pos                      |
| 31                       | Laurent Dufaux (SUI)           |                          |
| 32                       | Frédéric Amorison (BEL)        |                          |
| 33                       | Pedro Horrillo (ESP)           |                          |
| 34                       | Juan Miguel Mercado (ESP)      | 5e                       |
| 35                       | Nick Nuyens (BEL)              |                          |
| 36                       | José Antonio Pecharromán (ESP) |                          |
| 37                       | Michael Rogers (AUS)           |                          |
| 38                       | Richard Virenque (FRA)         |                          |

| Euskaltel-Euskadi EUS | Euskaltel-Euskadi EUS | Euskaltel-Euskadi EUS |
| --------------------- | --------------------- | --------------------- |
| Num                   | Coureur               | Pos                   |
| 41                    | Iban Mayo (ESP)       | 1er                   |
| 42                    | Joseba Albizu (ESP)   |                       |
| 43                    | Mikel Artetxe (ESP)   |                       |
| 44                    | Iker Camaño (ESP)     |                       |
| 45                    | Iker Flores (ESP)     |                       |
| 46                    | Íñigo Landaluze (ESP) | 10e                   |
| 47                    | Egoi Martínez (ESP)   |                       |
| 48                    | Josu Silloniz (ESP)   |                       |

| Cofidis-Le Crédit par Téléphone COF | Cofidis-Le Crédit par Téléphone COF | Cofidis-Le Crédit par Téléphone COF |
| ----------------------------------- | ----------------------------------- | ----------------------------------- |
| Num                                 | Coureur                             | Pos                                 |
| 51                                  | David Millar (GBR)                  |                                     |
| 52                                  | Frédéric Bessy (FRA)                |                                     |
| 53                                  | Jimmy Casper (FRA)                  |                                     |
| 54                                  | Christophe Edaleine (FRA)           |                                     |
| 55                                  | David Moncoutié (FRA)               |                                     |
| 56                                  | Stuart O'Grady (AUS)                |                                     |
| 57                                  | Janek Tombak (EST)                  |                                     |
| 58                                  | Matthew White (AUS)                 |                                     |

| CSC | CSC                   | CSC |
| --- | --------------------- | --- |
| Num | Coureur               | Pos |
| 61  | Ivan Basso (ITA)      |     |
| 62  | Michele Bartoli (ITA) |     |
| 63  | Manuel Calvente (ESP) |     |
| 65  | Jörg Jaksche (GER)    |     |
| 66  | Andrea Peron (ITA)    |     |
| 67  | Carlos Sastre (ESP)   |     |
| 68  | Nicki Sørensen (DEN)  |     |

| AG2R Prévoyance A2R | AG2R Prévoyance A2R    | AG2R Prévoyance A2R |
| ------------------- | ---------------------- | ------------------- |
| Num                 | Coureur                | Pos                 |
| 71                  | Íñigo Chaurreau (ESP)  |                     |
| 72                  | Mikel Astarloza (ESP)  |                     |
| 73                  | Samuel Dumoulin (FRA)  |                     |
| 74                  | Andy Flickinger (FRA)  |                     |
| 75                  | Stéphane Goubert (FRA) |                     |
| 76                  | Nicolas Inaudi (FRA)   |                     |
| 77                  | Yuriy Krivtsov (UKR)   |                     |
| 78                  | Nicolas Portal (FRA)   |                     |

| Rabobank RAB | Rabobank RAB            | Rabobank RAB |
| ------------ | ----------------------- | ------------ |
| Num          | Coureur                 | Pos          |
| 81           | Levi Leipheimer (USA)   | 8e           |
| 82           | Bram de Groot (NED)     |              |
| 83           | Kevin De Weert (BEL)    |              |
| 84           | Erik Dekker (NED)       |              |
| 85           | Óscar Freire (ESP)      |              |
| 86           | Karsten Kroon (NED)     |              |
| 87           | Marc Lotz (NED)         |              |
| 88           | Michael Rasmussen (DEN) | 7e           |

| Fdjeux.com FDJ | Fdjeux.com FDJ          | Fdjeux.com FDJ |
| -------------- | ----------------------- | -------------- |
| Num            | Coureur                 | Pos            |
| 91             | Baden Cooke (AUS)       |                |
| 92             | Sandy Casar (FRA)       |                |
| 93             | Carlos Da Cruz (FRA)    |                |
| 94             | Bernhard Eisel (AUT)    |                |
| 95             | Frédéric Guesdon (FRA)  |                |
| 96             | Thomas Lövkvist (SWE)   |                |
| 97             | Christophe Mengin (FRA) |                |
| 98             | Jean-Cyril Robin (FRA)  |                |

| Brioches La Boulangère BLB | Brioches La Boulangère BLB | Brioches La Boulangère BLB |
| -------------------------- | -------------------------- | -------------------------- |
| Num                        | Coureur                    | Pos                        |
| 101                        | Jérôme Pineau (FRA)        |                            |
| 102                        | Walter Bénéteau (FRA)      |                            |
| 103                        | Anthony Geslin (FRA)       |                            |
| 104                        | Maryan Hary (FRA)          |                            |
| 105                        | Laurent Lefèvre (FRA)      |                            |
| 106                        | Mickaël Pichon (FRA)       |                            |
| 107                        | Franck Renier (FRA)        |                            |
| 108                        | Thomas Voeckler (FRA)      |                            |

| RAGT Semences-MG Rover RAG | RAGT Semences-MG Rover RAG | RAGT Semences-MG Rover RAG |
| -------------------------- | -------------------------- | -------------------------- |
| Num                        | Coureur                    | Pos                        |
| 111                        | Guillaume Auger (FRA)      |                            |
| 112                        | Pierre Bourquenoud (SUI)   |                            |
| 113                        | Gilles Bouvard (FRA)       |                            |
| 114                        | Sylvain Calzati (FRA)      |                            |
| 115                        | Christophe Laurent (FRA)   |                            |
| 116                        | Ludovic Martin (FRA)       |                            |
| 117                        | Nicolas Reynaud (FRA)      |                            |
| 118                        | Eddy Seigneur (FRA)        |                            |

| US Postal Service-Berry Floor USP | US Postal Service-Berry Floor USP | US Postal Service-Berry Floor USP |
| --------------------------------- | --------------------------------- | --------------------------------- |
| Num                               | Coureur                           | Pos                               |
| 1                                 | Lance Armstrong (USA)             | 4e                                |
| 2                                 | José Azevedo (POR)                |                                   |
| 3                                 | Manuel Beltrán (ESP)              |                                   |
| 4                                 | Viatcheslav Ekimov (RUS)          |                                   |
| 5                                 | George Hincapie (USA)             |                                   |
| 6                                 | Floyd Landis (USA)                |                                   |
| 7                                 | Benjamín Noval (ESP)              |                                   |
| 8                                 | Víctor Hugo Peña (COL)            |                                   |

| Crédit Agricole C.A | Crédit Agricole C.A       | Crédit Agricole C.A |
| ------------------- | ------------------------- | ------------------- |
| Num                 | Coureur                   | Pos                 |
| 11                  | Christophe Moreau (FRA)   |                     |
| 12                  | Alexandre Botcharov (RUS) |                     |
| 13                  | Pierrick Fédrigo (FRA)    |                     |
| 14                  | Patrice Halgand (FRA)     |                     |
| 15                  | Christophe Le Mével (FRA) |                     |
| 16                  | Dmitri Mouraviov (KAZ)    |                     |
| 17                  | Thor Hushovd (NOR)        |                     |
| 18                  | Benoît Salmon (FRA)       |                     |

| Phonak Hearing Systems PHO | Phonak Hearing Systems PHO   | Phonak Hearing Systems PHO |
| -------------------------- | ---------------------------- | -------------------------- |
| Num                        | Coureur                      | Pos                        |
| 21                         | Tyler Hamilton (USA)         | 2e                         |
| 22                         | Cyril Dessel (FRA)           |                            |
| 23                         | Santos González (ESP)        |                            |
| 24                         | Bert Grabsch (GER)           |                            |
| 25                         | José Enrique Gutiérrez (ESP) | 6e                         |
| 26                         | Nicolas Jalabert (FRA)       |                            |
| 27                         | Óscar Pereiro (ESP)          | 9e                         |
| 28                         | Óscar Sevilla (ESP)          | 3e                         |

| Quick Step-Davitamon QSD | Quick Step-Davitamon QSD       | Quick Step-Davitamon QSD |
| ------------------------ | ------------------------------ | ------------------------ |
| Num                      | Coureur                        | Pos                      |
| 31                       | Laurent Dufaux (SUI)           |                          |
| 32                       | Frédéric Amorison (BEL)        |                          |
| 33                       | Pedro Horrillo (ESP)           |                          |
| 34                       | Juan Miguel Mercado (ESP)      | 5e                       |
| 35                       | Nick Nuyens (BEL)              |                          |
| 36                       | José Antonio Pecharromán (ESP) |                          |
| 37                       | Michael Rogers (AUS)           |                          |
| 38                       | Richard Virenque (FRA)         |                          |

| Euskaltel-Euskadi EUS | Euskaltel-Euskadi EUS | Euskaltel-Euskadi EUS |
| --------------------- | --------------------- | --------------------- |
| Num                   | Coureur               | Pos                   |
| 41                    | Iban Mayo (ESP)       | 1er                   |
| 42                    | Joseba Albizu (ESP)   |                       |
| 43                    | Mikel Artetxe (ESP)   |                       |
| 44                    | Iker Camaño (ESP)     |                       |
| 45                    | Iker Flores (ESP)     |                       |
| 46                    | Íñigo Landaluze (ESP) | 10e                   |
| 47                    | Egoi Martínez (ESP)   |                       |
| 48                    | Josu Silloniz (ESP)   |                       |

| Cofidis-Le Crédit par Téléphone COF | Cofidis-Le Crédit par Téléphone COF | Cofidis-Le Crédit par Téléphone COF |
| ----------------------------------- | ----------------------------------- | ----------------------------------- |
| Num                                 | Coureur                             | Pos                                 |
| 51                                  | David Millar (GBR)                  |                                     |
| 52                                  | Frédéric Bessy (FRA)                |                                     |
| 53                                  | Jimmy Casper (FRA)                  |                                     |
| 54                                  | Christophe Edaleine (FRA)           |                                     |
| 55                                  | David Moncoutié (FRA)               |                                     |
| 56                                  | Stuart O'Grady (AUS)                |                                     |
| 57                                  | Janek Tombak (EST)                  |                                     |
| 58                                  | Matthew White (AUS)                 |                                     |

| CSC | CSC                   | CSC |
| --- | --------------------- | --- |
| Num | Coureur               | Pos |
| 61  | Ivan Basso (ITA)      |     |
| 62  | Michele Bartoli (ITA) |     |
| 63  | Manuel Calvente (ESP) |     |
| 65  | Jörg Jaksche (GER)    |     |
| 66  | Andrea Peron (ITA)    |     |
| 67  | Carlos Sastre (ESP)   |     |
| 68  | Nicki Sørensen (DEN)  |     |

| AG2R Prévoyance A2R | AG2R Prévoyance A2R    | AG2R Prévoyance A2R |
| ------------------- | ---------------------- | ------------------- |
| Num                 | Coureur                | Pos                 |
| 71                  | Íñigo Chaurreau (ESP)  |                     |
| 72                  | Mikel Astarloza (ESP)  |                     |
| 73                  | Samuel Dumoulin (FRA)  |                     |
| 74                  | Andy Flickinger (FRA)  |                     |
| 75                  | Stéphane Goubert (FRA) |                     |
| 76                  | Nicolas Inaudi (FRA)   |                     |
| 77                  | Yuriy Krivtsov (UKR)   |                     |
| 78                  | Nicolas Portal (FRA)   |                     |

| Rabobank RAB | Rabobank RAB            | Rabobank RAB |
| ------------ | ----------------------- | ------------ |
| Num          | Coureur                 | Pos          |
| 81           | Levi Leipheimer (USA)   | 8e           |
| 82           | Bram de Groot (NED)     |              |
| 83           | Kevin De Weert (BEL)    |              |
| 84           | Erik Dekker (NED)       |              |
| 85           | Óscar Freire (ESP)      |              |
| 86           | Karsten Kroon (NED)     |              |
| 87           | Marc Lotz (NED)         |              |
| 88           | Michael Rasmussen (DEN) | 7e           |

| Fdjeux.com FDJ | Fdjeux.com FDJ          | Fdjeux.com FDJ |
| -------------- | ----------------------- | -------------- |
| Num            | Coureur                 | Pos            |
| 91             | Baden Cooke (AUS)       |                |
| 92             | Sandy Casar (FRA)       |                |
| 93             | Carlos Da Cruz (FRA)    |                |
| 94             | Bernhard Eisel (AUT)    |                |
| 95             | Frédéric Guesdon (FRA)  |                |
| 96             | Thomas Lövkvist (SWE)   |                |
| 97             | Christophe Mengin (FRA) |                |
| 98             | Jean-Cyril Robin (FRA)  |                |

| Brioches La Boulangère BLB | Brioches La Boulangère BLB | Brioches La Boulangère BLB |
| -------------------------- | -------------------------- | -------------------------- |
| Num                        | Coureur                    | Pos                        |
| 101                        | Jérôme Pineau (FRA)        |                            |
| 102                        | Walter Bénéteau (FRA)      |                            |
| 103                        | Anthony Geslin (FRA)       |                            |
| 104                        | Maryan Hary (FRA)          |                            |
| 105                        | Laurent Lefèvre (FRA)      |                            |
| 106                        | Mickaël Pichon (FRA)       |                            |
| 107                        | Franck Renier (FRA)        |                            |
| 108                        | Thomas Voeckler (FRA)      |                            |

| RAGT Semences-MG Rover RAG | RAGT Semences-MG Rover RAG | RAGT Semences-MG Rover RAG |
| -------------------------- | -------------------------- | -------------------------- |
| Num                        | Coureur                    | Pos                        |
| 111                        | Guillaume Auger (FRA)      |                            |
| 112                        | Pierre Bourquenoud (SUI)   |                            |
| 113                        | Gilles Bouvard (FRA)       |                            |
| 114                        | Sylvain Calzati (FRA)      |                            |
| 115                        | Christophe Laurent (FRA)   |                            |
| 116                        | Ludovic Martin (FRA)       |                            |
| 117                        | Nicolas Reynaud (FRA)      |                            |
| 118                        | Eddy Seigneur (FRA)        |                            |